# Leichtathletik-Weltmeisterschaften 2023/Teilnehmer (Kolumbien)
| Goldmedaillen | Silbermedaillen | Bronzemedaillen |
| ------------- | --------------- | --------------- |
| –             | 1               | –               |

Der Leichtathletikverband von Kolumbien nahm an den Leichtathletik-Weltmeisterschaften 2023 in Budapest teil. 16 Athletinnen und Athleten wurden vom kolumbianischen Verband nominiert.

## Medaillengewinnerin
| Medaille | Athletin  | Disziplin |
| -------- | --------- | --------- |
| Silber   | Flor Ruíz | Speerwurf |

## Ergebnisse

### Männer

#### Laufdisziplinen
| Athlet                | Disziplin   | Vorlauf | Vorlauf | Halbfinale | Halbfinale | Finale       | Finale |
| Athlet                | Disziplin   | Zeit    | Platz   | Zeit       | Platz      | Zeit         | Platz  |
| --------------------- | ----------- | ------- | ------- | ---------- | ---------- | ------------ | ------ |
| Ronal Longa           | 100 m       | 11,31 s | 08      | DNQ        | DNQ        | –            | –      |
| Anthony Zambrano      | 400 m       | DQ      | DQ      | –          | –          | –            | –      |
| César Herrera         | 20 km Gehen |         |         |            |            | 1:27:47 h    | 46     |
| Éider Arévalo         | 20 km Gehen |         |         |            |            | 1:21:55 h    | 26     |
| Éider Arévalo         | 35 km Gehen |         |         |            |            | DNF          | DNF    |
| José Leonardo Montaña | 35 km Gehen |         |         |            |            | 2:31:45 h SB | 17     |
| Juan José Soto        | 35 km Gehen |         |         |            |            | DQ           | DQ     |

#### Sprung/Wurf
| Athlet          | Disziplin  | Qualifikation | Qualifikation | Finale     | Finale |
| Athlet          | Disziplin  | Weite/Höhe    | Platz         | Weite/Höhe | Platz  |
| --------------- | ---------- | ------------- | ------------- | ---------- | ------ |
| Geiner Moreno   | Dreisprung | NM            | NM            | DNQ        | DNQ    |
| Mauricio Ortega | Diskuswurf | DNS           | DNS           | DNQ        | DNQ    |

### Frauen

#### Laufdisziplinen
| Athletin         | Disziplin   | Vorlauf    | Vorlauf | Halbfinale | Halbfinale | Finale       | Finale |
| Athletin         | Disziplin   | Zeit       | Platz   | Zeit       | Platz      | Zeit         | Platz  |
| ---------------- | ----------- | ---------- | ------- | ---------- | ---------- | ------------ | ------ |
| Evelis Aguilar   | 400 m       | 51,27 s PB | 05      | 51,07 s PB | 05         | DNQ          | DNQ    |
| Sandra Arenas    | 20 km Gehen |            |         |            |            | DNF          | DNF    |
| Arabelly Orjuela | 35 km Gehen |            |         |            |            | 2:59:58 h SB | 23     |

#### Sprung/Wurf
| Athletin                | Disziplin  | Qualifikation | Qualifikation | Finale     | Finale |
| Athletin                | Disziplin  | Weite/Höhe    | Platz         | Weite/Höhe | Platz  |
| ----------------------- | ---------- | ------------- | ------------- | ---------- | ------ |
| Natalia Linares         | Weitsprung | 6,38 m        | 25            | DNQ        | DNQ    |
| Mayra Alexandra Gaviria | Hammerwurf | 66,82 m       | 32            | DNQ        | DNQ    |
| María Lucelly Murillo   | Speerwurf  | 62,72 m PB    | 05            | 54,85 m    | 11     |
| Flor Ruíz               | Speerwurf  | 62,05 m SB    | 07            | 65,47 m AR | Silber |

#### Siebenkampf
| Athletin              | Disziplin | 100 m Hürden | Hochsprung | Kugelstoßen | 200 m | Weitsprung | Speerwurf | 800 m | Punkte | Platz |
| --------------------- | --------- | ------------ | ---------- | ----------- | ----- | ---------- | --------- | ----- | ------ | ----- |
| Martha Valeria Araújo | Ergebnis  | 13,65        | 1,65       | 12,71       | 25,67 | 5,90       | 44,87     | DNS   | DNF    | DNF   |
| Martha Valeria Araújo | Punkte    | 1028         | 795        | 708         | 826   | 819        | 761       | 0     | DNF    | DNF   |